# Øyafestivalen
För andra betydelser, se Øyafestivalen (olika betydelser).
Øyafestivalen är en musikfestival som hålls årligen i Oslo. Sedan 2014 äger festivalen rum i Tøyenparken och dessförinnan i Middelalderparken. Festivalen arrangerades för första gången 1999.